# Bezirk Avenches
Der Bezirk Avenches (französisch District d’Avenches) war bis zum 31. August 2006 eine Verwaltungseinheit im Kanton Waadt in der Schweiz. Hauptort war Avenches. Der Bezirk war in die beiden Kreise (französisch cercles) Avenches und Cudrefin aufgeteilt.
Der Bezirk bestand aus elf Gemeinden, war 59,91 km² gross und zählte 6'601 Einwohner (Ende 2006). Auf den 1. Juli 2006 wurden die Gemeinden Donatyre und Avenches zu Avenches zusammengeschlossen.
| Name der Gemeinde    | Einwohner (31. Dez. 2006) | Fläche in km² | Einw. pro km² | Kreis (Cercle) |
| -------------------- | ------------------------- | ------------- | ------------- | -------------- |
| Avenches             | 2753                      | 17,54         | 157           | Avenches       |
| Faoug                | 636                       | 3,47          | 183           | Avenches       |
| Oleyres              | 228                       | 1,92          | 119           | Avenches       |
| Bellerive            | 585                       | 2,25          | 260           | Cudrefin       |
| Chabrey              | 221                       | 3,95          | 56            | Cudrefin       |
| Constantine          | 274                       | 2,83          | 97            | Cudrefin       |
| Cudrefin             | 1033                      | 15,83         | 65            | Cudrefin       |
| Montmagny            | 166                       | 3,77          | 44            | Cudrefin       |
| Mur                  | 188                       | 1,78          | 106           | Cudrefin       |
| Vallamand            | 382                       | 2,36          | 162           | Cudrefin       |
| Villars-le-Grand     | 298                       | 4,21          | 71            | Cudrefin       |
| Bezirk Avenches (11) | 6601                      | 59,91         | 113           | (2)            |

## Veränderungen im Gemeindebestand

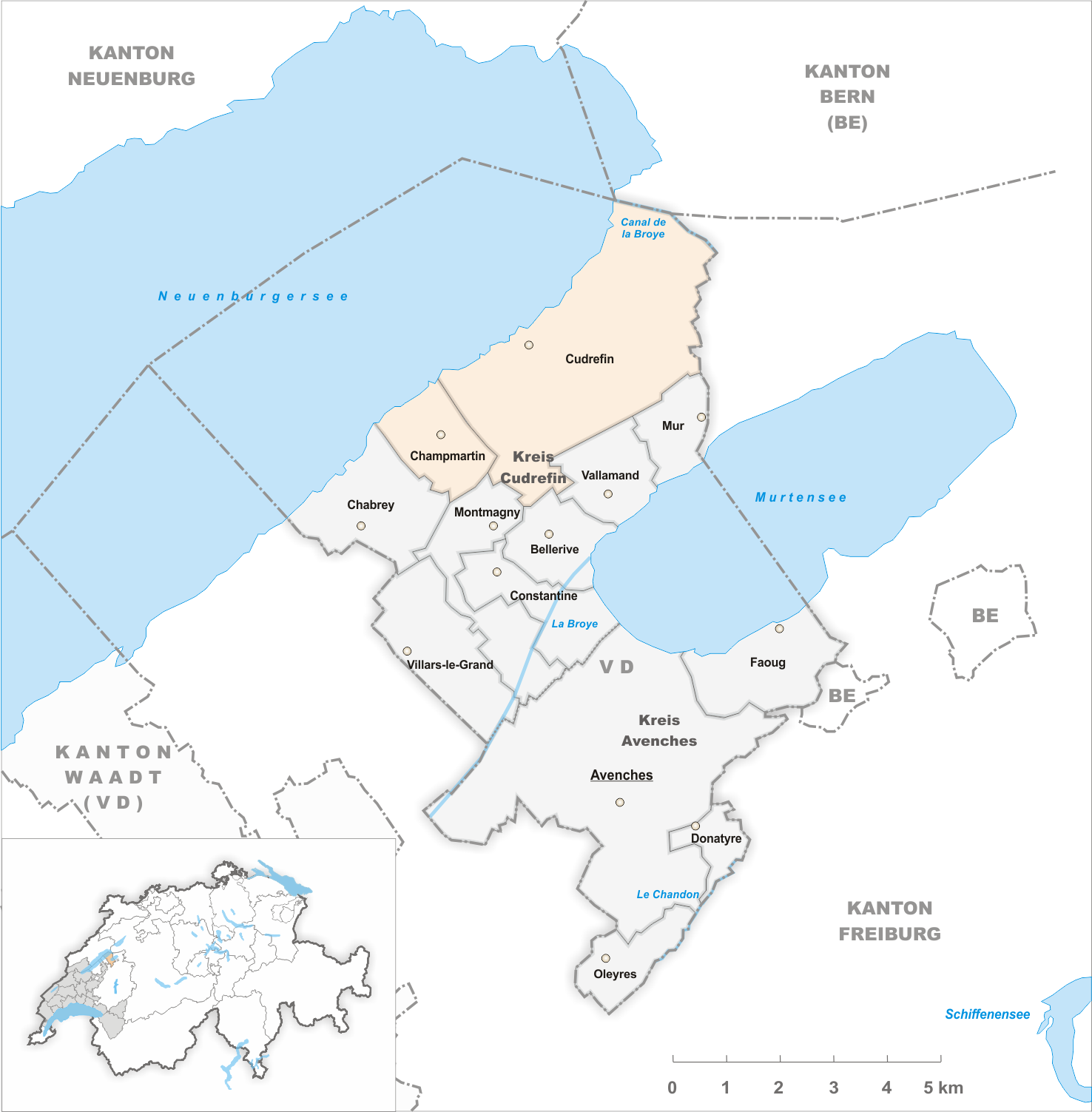
Gemeinden bis 2001
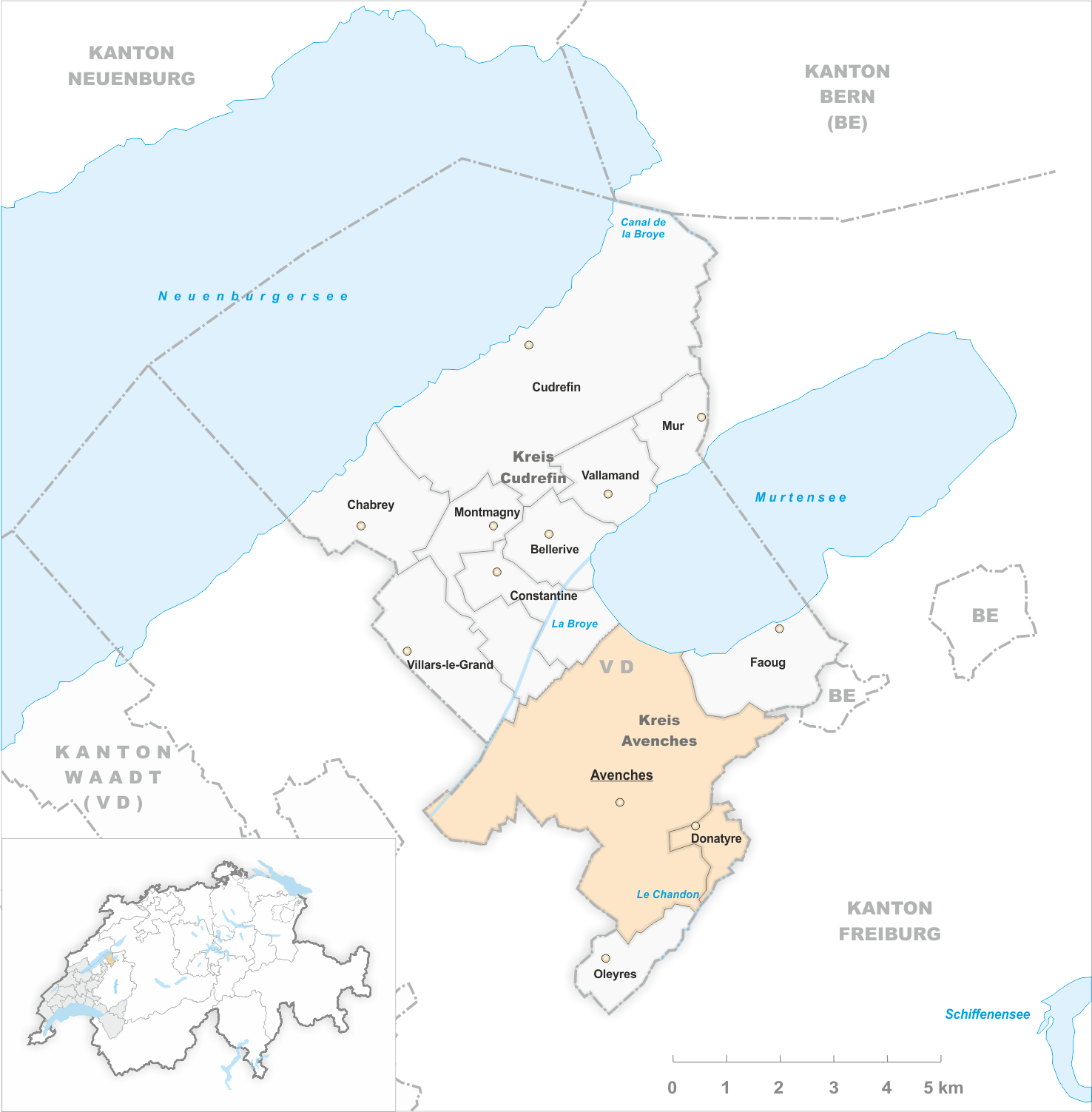
Gemeinden bis 2005
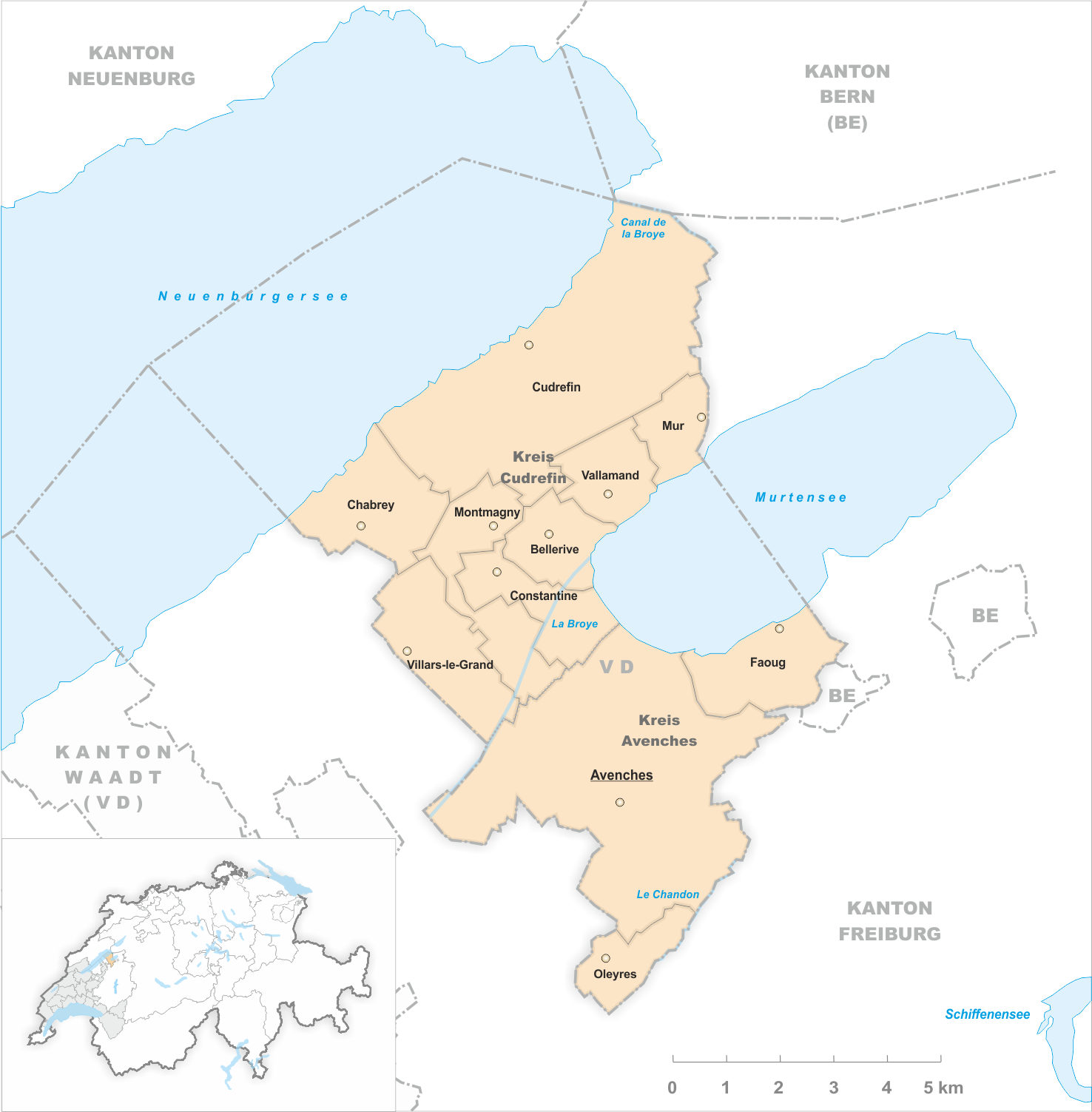
Gemeinden bis 2006

- 1. Januar 2002: Fusion Champmartin und Cudrefin → Cudrefin
- 1. Juli 2006: Fusion Avenches und Donatyre → Avenches
- 1. September 2006: Bezirkswechsel aller Gemeinden des Bezirks Avenches → Bezirk Broye-Vully